# مدرسة الخرطوم العالمية الفرنسية
مدرسة الخرطوم العالمية الفرنسية بالخرطوم (EFIK) هي مدرسة دولية فرنسية في حي (قاردن سيتي)، الخرطوم - السودان. تأسست المدرسة في عام 1977م، كمدرسة فرنسية في الخرطوم وحصلت على اسمها الحالي في عام 2014. وهي تخدم من رياض الأطفال حتى الثالثة حتى العام الماضي من التعليم. في عام 2015 م، لم تقم بعقد بإنشاء برنامج المدرسة الثانوية.

## النظام الدراسي
ينقسم نظام المدرسة الفرنسية إلى خمسة مراحل:
- ما قبل المدرسة: وهي مرحلة الحضانة من سن (3) سنوات إلى (6) سنوات (فصول القسم الصغير ، القسم المتوسط ، القسم الكبير) ، دورة التعلم الأول. ترحب بعض المدارس بالأطفال من سن عامين أو عامين ونصف في فصل قسم صغير . ثم يقوم الأطفال بدراسة 4 سنوات من رياض الأطفال بدلاً من 3 سنوات.
- تنقسم المدرسة الابتدائية: من سن 6 إلى 11 عامًا (الدورة التحضيرية ، الدورة الابتدائية 1 ، الدورة الابتدائية 2 ، الدورة الوسطى 1 ، الدورة الوسطى 2) إلى دورتين: دورة التعلم الأساسي (CP و CE1) ، دورة التعميق (CE2 و CM1 و CM2). يشكل CE1 المستوى الأول من القاعدة المشتركة ، CM2 المستوى الثاني.
- الكلية: من 11 إلى 15 عامًا (السادسة والخامسة والرابعة والثالثة) ، مقسمة إلى 3 دورات: دورة التكيف (السادسة) ، الدورة المركزية (الخامسة والرابعة) ، دورة التوجيه (الثالثة) . تشكل الطبقة الثالثة المستوى الثالث من الأساس المشترك ، وتنتهي بالاختبار الأول: الدبلوم الوطني للبراءة (DNB).
- الليسيه: من 15 إلى 18 عامًا (الثانية ، الأولى ، المرحلة النهائية). يتم تنظيم المدرسة في عدة تيارات ، عامة ومهنية وتكنولوجية. في السنة النهائية ، يأخذ الطلاب البكالوريا.
- التعليم العالي: من 18 سنة إلى ثلاث دورات تشكل التعليم العالي: الرخصة (البكالوريا +3) والماجستير (البكالوريا + 5) والدكتوراه (البكالوريا +8). تسمح لك الدورات القصيرة بالحصول على دبلومات في عامين (DUT أو BTS).[4]